# Svensktoppen 1991
Svensktoppen 1991 är en sammanställning av de femton mest populära melodierna på Svensktoppen under 1991.
Populärast var Vem får följa dig hem av Shanes, som fick totalt 5169 poäng under 36 veckor.
Populärast från årets melodifestival var Eurovisionsvinnaren Fångad av en stormvind av Carola. Låten fick sammanlagt 2822 poäng under 10 veckor.
Populäraste artisterna var Tomas Ledin och Grymlings som fick med två melodier var på årssammanfattningen.

## Årets Svensktoppsmelodier 1991
| Nr | Artist                           | Titel                     | Poäng | Antal veckor |
| -- | -------------------------------- | ------------------------- | ----- | ------------ |
| 1  | Shanes                           | Vem får följa dig hem?    | 5169  | 36           |
| 2  | Tomas Ledin                      | Snart tystnar musiken     | 4700  | 27           |
| 3  | Grymlings                        | Mitt bästa för dig        | 4666  | 20           |
| 4  | Eva Dahlgren                     | Vem tänder stjärnorna?    | 3713  | 13           |
| 5  | Wilmer X                         | Vem får nu se alla tårar? | 3207  | 19           |
| 6  | Carola                           | Fångad av en stormvind    | 2822  | 10           |
| 7  | Tomas Ledin                      | En del av mitt hjärta     | 2777  | 18           |
| 8  | Grymlings                        | Där gullvivan blommar     | 2677  | 19           |
| 9  | Vikingarna                       | Ett fång med röda rosor   | 2223  | 16           |
| 10 | Jim Jidhed                       | Kommer du ihåg mig?       | 1997  | 10           |
| 11 | Irma                             | Precis som du             | 1963  | 14           |
| 12 | Lotta & Anders Engbergs orkester | Tusen vackra bilder       | 1877  | 14           |
| 13 | Dana Dragomir                    | Mio min Mio               | 1708  | 10           |
| 14 | Peter LeMarc                     | Ett av dom sätt           | 1684  | 12           |
| 15 | Angel                            | Sommaren i city           | 1670  | 12           |